# King’s Cross (London)
King's Cross ist ein Stadtteil der Londoner Stadtbezirke Camden und Islington, zu beiden Seiten der Euston Road im Norden Londons, 2,4 km nördlich von Charing Cross. Er grenzt im Norden an Barnsbury, im Südosten an Clerkenwell, im Osten an Angel, im Süden an Holborn und Bloomsbury, im Westen an Euston und im Nordwesten an Camden Town. Er wird von zwei wichtigen Bahnhöfen bedient: dem Bahnhof St Pancras und dem Bahnhof King’s Cross. Der Bahnhof King’s Cross ist die Endstation einer der wichtigsten Eisenbahnstrecken zwischen London und dem Norden.
Das Gebiet hat seit Mitte der 1990er Jahre einen bedeutsamen Prozess der Stadterneuerung erfahren. Die Einführung des Eurostar-International-Zugbetriebs am Bahnhof St. Pancras International und der Wiederaufbau des Bahnhofs King's Cross trugen zur Neuentwicklung des lange brachliegenden Bahngeländes nördlich der Endbahnhöfe bei.

## Geschichte

### Ursprünge
Das Gebiet, historisch der südöstliche Teil der alten Pfarrei und des späteren Metropolitan Borough of St Pancras, war früher nach einer alten Überquerung des Flusses Fleet als Battle Bridge bekannt. Der ursprüngliche Name der Brücke war Broad Ford Bridge. Die ursprüngliche Gemeindekirche, St Pancras Old Church, die sich hinter den Bahnhöfen befindet, wurde auf einem Hügel am Westufer des Fleet erbaut und gilt als eine der ältesten christlichen Stätten Großbritanniens.

### Boudicca-Legende
Der Sprachwandel zu „Battle Bridge“ führte zu der Überlieferung, dass hier im Jahr 60 oder 61 n. Chr. eine große Schlacht zwischen den Römern und dem Stamm der Icener unter der Führung von Boudicca stattgefunden habe. Diese Überlieferung stützt sich angeblich auf die Schriften von Publius Cornelius Tacitus, einem antiken römischen Historiker, der den Ort des Gefechts zwischen den Römern und Boudicca beschrieb (Annalen 14.31), ohne jedoch den genauen Ort anzugeben; Thornbury geht auf die Vor- und Nachteile dieser Identifizierung ein. Das 1937 erschienene Buch von Lewis Spence „Boadicea – warrior queen of the Britons“ enthält eine Karte mit den mutmaßlichen Positionen der gegnerischen Armeen. Die Vermutung, dass Boudicca unter Gleis 9 oder 10 des Bahnhofs King's Cross begraben liege, scheint nach dem Ende des Zweiten Weltkriegs als eine moderne Sage entstanden zu sein. Das Gebiet war bereits zur Römerzeit besiedelt und ein hier befindliches Lager namens The Brill wurde fälschlicherweise Julius Cäsar zugeschrieben, der Londinium nie besucht hatte. Zwischen den Bahnhöfen King's Cross und St. Pancras gibt es noch immer einen kleinen Bereich namens „Battle Bridge Place“ sowie den „Brill Place“, eine Straße, die vom Bahnhof St. Pancras nach Euston führt. Dort befindet sich eine Kunstinstallation namens „Identified Flying Object“ (IFO), die Teil des RELAY King's Cross Arts-Programms ist.

### Bebauung des Gebiets und der Name „King’s Cross“

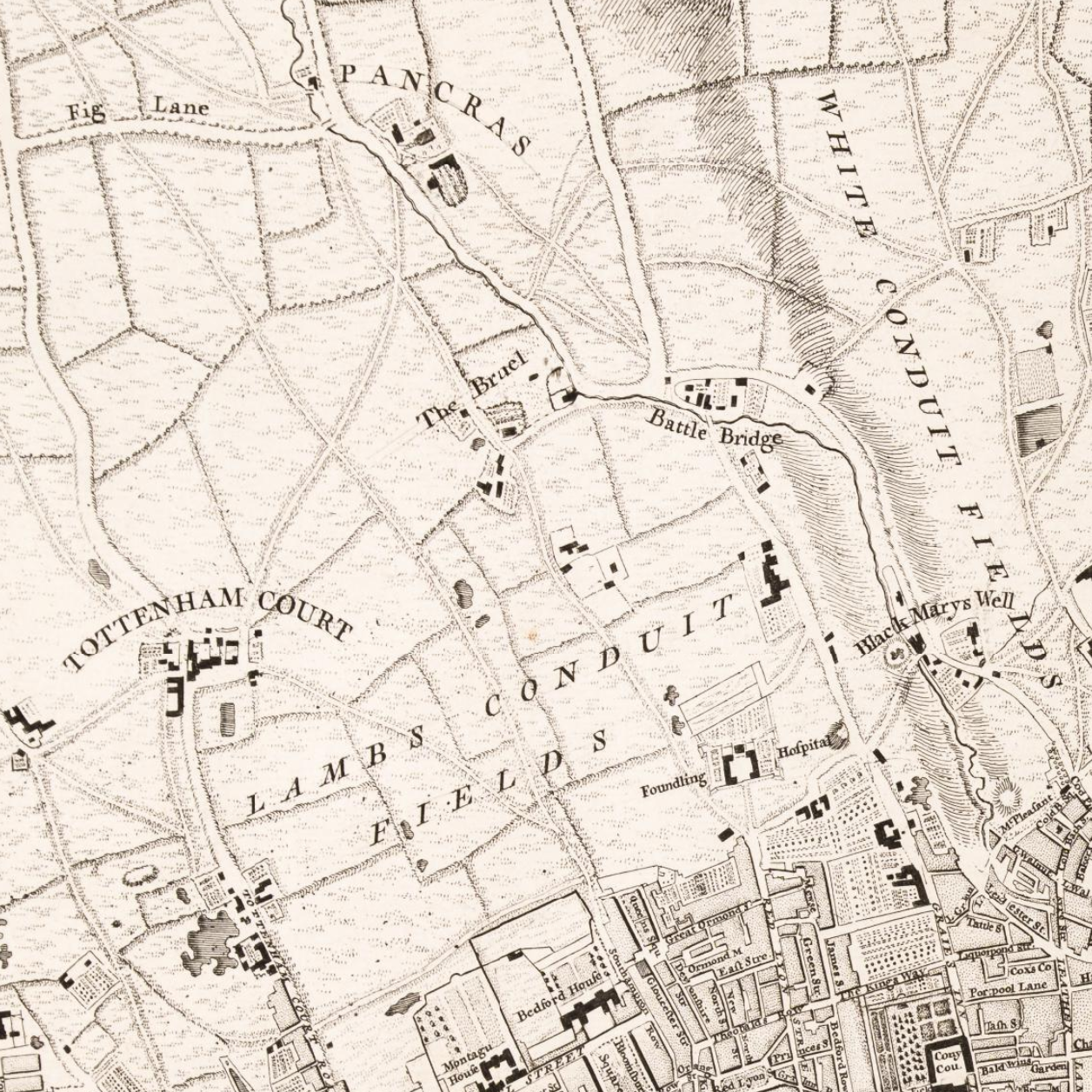
Die Landschaft nördlich von Bloomsbury und Holborn mit den Weilern St. Pancras und Battle Bridge auf John Rocques Karte von London (1746)

John Rocques Karte von London von 1746 zeigt das Gebiet als völlig unbebaut. Mit der Eröffnung der neuen Euston Road (Euston Straße) (ursprünglich New Road, also Neue Straße) im Jahr 1756 wurde das Gebiet jedoch zur Bebauung freigegeben. Der heutige Name hat seinen Ursprung in einem Denkmal für König Georg IV., das von 1830 bis 1845 an der „Kreuzung des Königs“ stand, wo New Road (später Euston Road), Gray’s Inn Road und Pentonville Road zusammentrafen. Das Denkmal war 18 Meter hoch und wurde von einer 3,40 Meter hohen Statue des Königs gekrönt. Walter Thornbury beschrieb es als „ein lächerliches achteckiges Bauwerk, gekrönt von einer absurden Statue“. Die Statue selbst, die nicht mehr als 25 Pfund kostete, wurde aus Ziegeln und Mörtel errichtet und so bearbeitet, dass sie „zumindest für den normalen Betrachter“ wie Stein aussah. Der Architekt war Stephen Geary, der 1830 ein Modell von „Kings Cross“ in der Royal Academy ausstellte. Das obere Stockwerk wurde als Camera Obscura genutzt, während im Erdgeschoss zunächst eine Polizeiwache und später ein Gasthaus untergebracht war. Das unbeliebte Gebäude wurde 1845 abgerissen, das Gebiet behielt jedoch den Namen King's Cross. Etwa 30 Jahre später wurde auf einem Gebäude fast an derselben Stelle ein Gebäude in Form eines Leuchtturms errichtet. Das im Volksmund als „Lighthouse Building“ bekannte Gebäude wurde allgemein für eine Werbung für Netten's Oyster Bar im Erdgeschoss gehalten, was jedoch nicht zu stimmen scheint. Es wurde 2013 saniert und steht unter Denkmalschutz.

### Bahnhöfe
Der Bahnhof King’s Cross steht heute an der Kreuzung, an der das Denkmal stand und nach dem er benannt ist. Der vom Architekten Lewis Cubitt entworfene und 1852 eröffnete Bahnhof folgte einem provisorischen Vorgängerbahnhof, der rechtzeitig zur Weltausstellung von 1851 nördlich des Regent’s Canal errichtet worden war. Der von der Midland Railway erbaute Bahnhof St. Pancras liegt unmittelbar westlich.
Ihre Hochzeit hatte die Gegend Mitte des 19. Jahrhunderts, als hier Kohle, Getreide, Fisch und andere Güter von aus Nordengland kommenden Zügen auf Kähne umgeladen wurden. Die Rohstoffe versorgten das rasant wachsende London, ein Teil der Kohle wurde direkt vor Ort zu Koks und Gas verarbeitet. Beide Bahnhöfe verfügten über ausgedehnte Gelände („Bahngelände“), auf denen die zugehörigen Anlagen für den Umschlag von Gütern untergebracht waren. Die Personenbahnhöfe an der Euston Road übertrafen in der öffentlichen Wahrnehmung den wirtschaftlich wichtigeren Güterverkehr im Norden bei weitem. Die Bahnhöfe King's Cross und St. Pancras sowie alle Londoner Bahnhöfe leisteten einen wichtigen Beitrag zur Wirtschaft der Hauptstadt.

### Niedergang nach dem Krieg
Nach dem Zweiten Weltkrieg verfiel das Gebiet von einem armen, aber geschäftigen Industrie- und Dienstleistungsviertel zu einem teilweise verlassenen postindustriellen Viertel. In den 1980er Jahren war es für Prostitution und Drogenmissbrauch berüchtigt. Dieser Ruf behinderte Versuche, das Gebiet wiederzubeleben. Die Nutzung der großen Flächen, die nach dem Niedergang des Güterbahnhofs nördlich des Bahnhofs und der vielen anderen leerstehenden Grundstücke in der Gegend frei geworden waren, hätte dies erschwert.
Relativ niedrige Mieten und die zentrale Lage in London machten die Gegend für Künstler und Designer attraktiv und sowohl Antony Gormley als auch Thomas Heatherwick eröffneten hier Ateliers. In den späten 1980er Jahren zog eine Gruppe von Musikern, Mechanikern und Hausbesetzern aus Hammersmith namens Mutoid Waste Company in ein Lagerhaus in der Battlebridge Road. Sie bauten riesige Industrieskulpturen aus Altmetall und veranstalteten Raves. 1989 wurden sie von der Polizei vertrieben. 1992 übernahm der Community Creation Trust die stillgelegte Busreparaturwerkstatt und baute sie zum größten Ökologiezentrum Europas um, mit Ökowohnungen für obdachlose Jugendliche, dem Café The Last Platform (Das letzte Gleis), dem London Ecology Centre (nach seinem Niedergang in Covent Garden), Büros und Werkstätten, Gärten und Teichen. Es wurde abgerissen, um im Zusammenhang mit dem Eurotunnel-Großprojekt einen Parkplatz zu errichten. Bagley's Warehouse war in den 1990er Jahren ein Nachtclub in der Warehouse-Rave-Szene auf dem Gelände des Goods Yard hinter dem Bahnhof King’s Cross, heute Teil des als Coal Drops bekannten Sanierungsgebiets neben dem Granary Square.

### Erneuerung

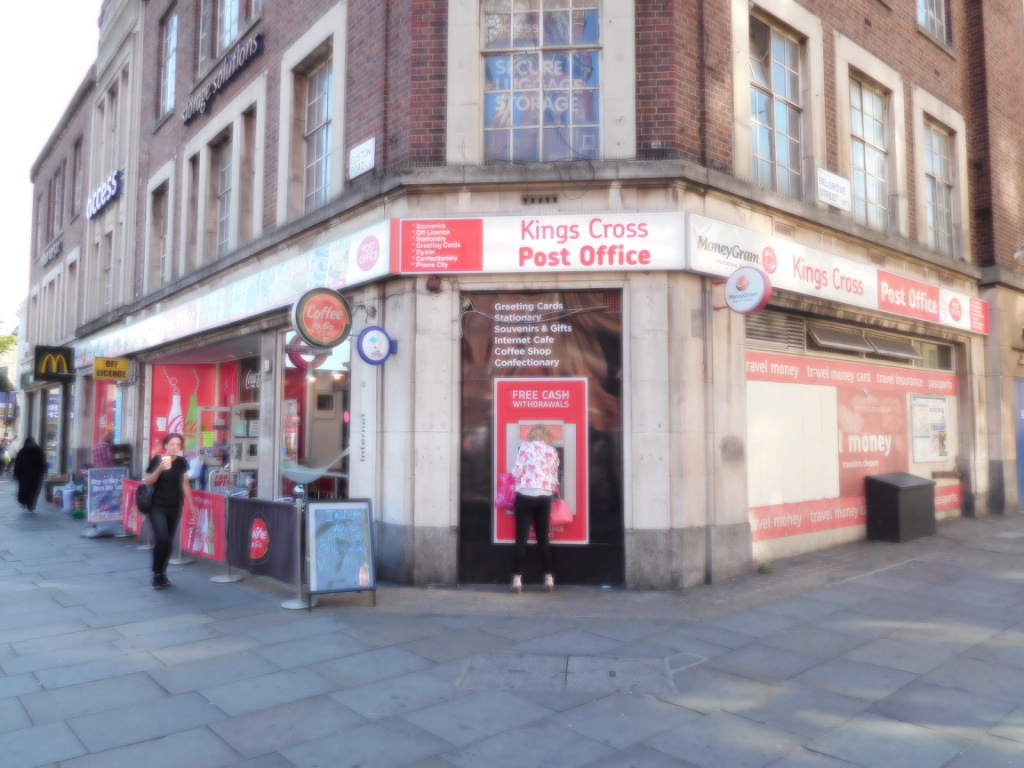
Postamt King's Cross in King's Cross, London

In den 1990er Jahren gründete die Regierung die King's Cross Partnership zur Finanzierung von Sanierungsprojekten. Der Beginn der Arbeiten an der Hochgeschwindigkeitsstrecke High Speed 1 im Jahr 2000 gab einen wichtigen Impuls für weitere Projekte. Im Jahr 2001 wurde Argent als Entwicklungspartner ausgewählt. Der Londoner Endbahnhof des internationalen Eurostar-Zugs nach Paris und Brüssel wurde im November 2007 an den Bahnhof St. Pancras verlegt.
Nach der Eröffnung der Hochgeschwindigkeitsstrecke 1 bis zum Bahnhof begann man mit der Neugestaltung des Geländes zwischen den beiden Bahnhöfen und dem dahinterliegenden Gelände der alten King's Cross-Bahn. Auf einer Fläche von 24,5 Hektar sollte ein neues Viertel entstehen mit 10 neuen öffentlichen Plätzen, Gesamtkosten von rund 3 Milliarden Euro. Im Jahr 2008 gründeten Argent, London & Continental Railways und DHL eine Partnerschaft: Kings Cross Central Limited Partnership. Die von Allies and Morrison and Porphyrios Associates beantragte Baugenehmigung für das gesamte Gelände wurde 2006 erteilt. Detaillierte Bauanträge für jeden Teil des Geländes wurden fortlaufend gestellt, der letzte 2023.
2015 gaben die britische Regierung und DHL den Verkauf an Australian Super, Australiens größten Rentenfonds, bekannt. 2017 kündigte Google, das bereits ein großes neues Gebäude zwischen den Bahnhöfen St. Pancras und King's Cross nutzt, Pläne für ein weiteres Gebäude im Wert von einer Milliarde Pfund an, das sich entlang der Westseite des Bahnhofs King's Cross in Richtung Regent’s Canal erstreckt.
In der Gegend sind seit vielen Jahren auch zahlreiche Gewerkschaftszentralen angesiedelt (darunter NUJ, RMT, UNISON, NUT, Community und UCU).

### Bildung, Kultur und Baudenkmale

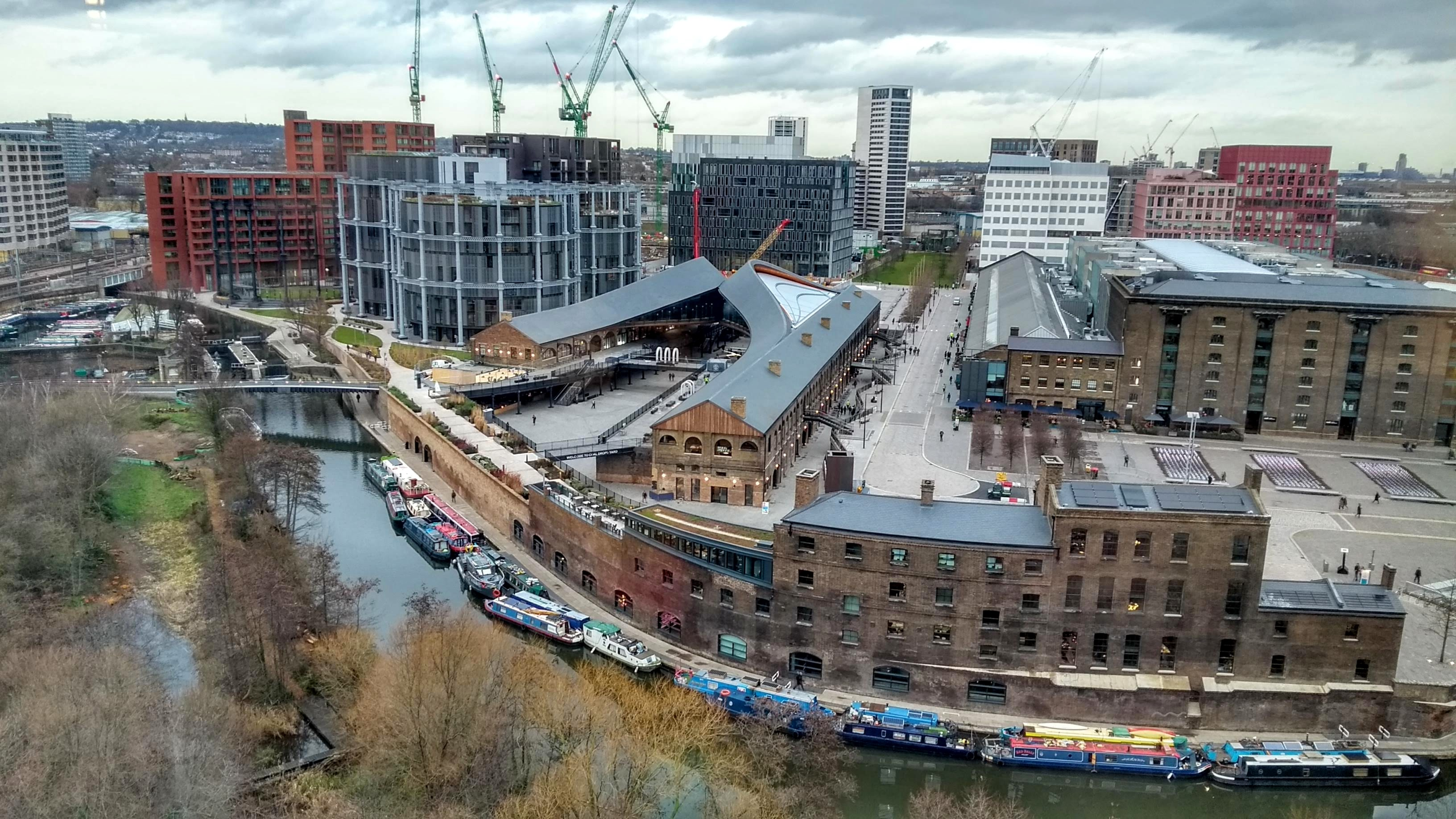
Im Zuge der Sanierung des Kanalufers in King's Cross wurden viele moderne Gebäude errichtet, wobei gleichzeitig die meisten Kulturdenkmäler erhalten blieben. Vorne rechts sichtbar: ein Teil des Granary Square.

In diesem Gebiet haben sich zunehmend kulturelle Einrichtungen angesiedelt. Das London Canal Museum wurde 1992 eröffnet und 1997 wurde neben dem Bahnhof St. Pancras ein neues Gebäude für die British Library eröffnet. Es gab dort ein kleines Theater, das Courtyard, das Ende 2006 infolge der Gentrifizierung des Viertels infolge einer Reihe von Sanierungsprojekten geschlossen wurde, in diesem Fall des Regent's Quarter, jenseits der Grenze in Islington. Die Gagosian Gallery verlegte 2004 ihren Londoner Hauptsitz in dieses Gebiet. Die London Sinfonietta und das Orchestra of the Age of Enlightenment haben ihren Sitz in King's Place am Battlebridge Basin neben dem Regent's Canal. In King's Place sind auch die Zeitungen The Guardian und The Observer sowie die UK Drug Policy Commission ansässig.
Im September 2011 zog die University of the Arts London in den alten Getreidespeicher namens Granary Complex um. Eine ganze Reihe neuer öffentlicher Plätze und Gärten wurden eröffnet, darunter der Granary Square mit seinen spektakulären Springbrunnen, der Lewis Cubitt Park and Square und der neue Gasholder Park. Der einstige Coal Drops Yard, wo die Kohle umgeschlagen wurde, wird von Modegeschäften und Restaurants gesäumt.
Der Umbau des Bahnhofs führte zum Abriss mehrerer Gebäude, darunter auch des Gaswerks.

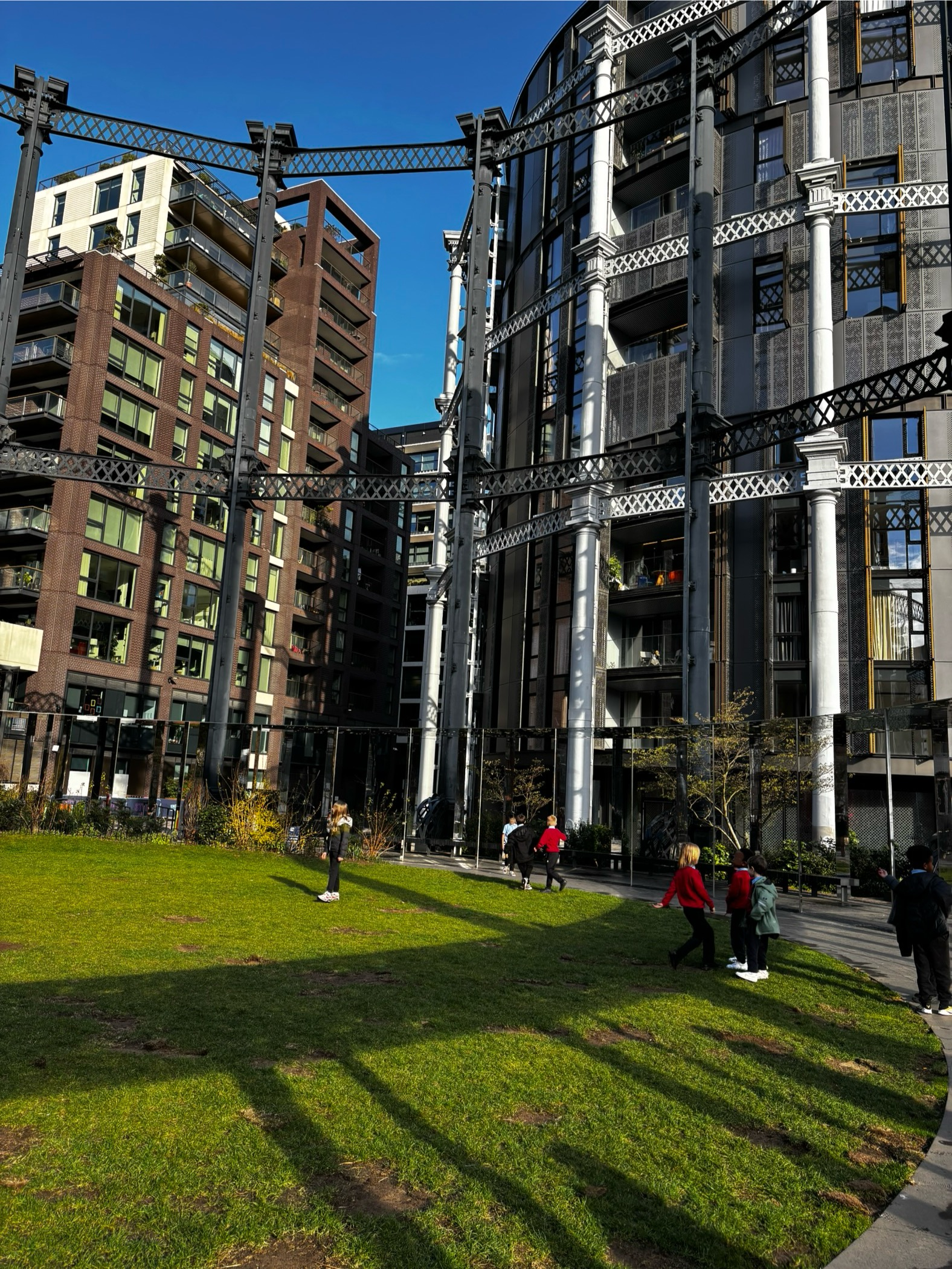
Wohnpark in umgebauten Gasometern

## Gebietsabgrenzung
King's Cross bildet den südöstlichen Teil der ehemaligen Gemeinde und des späteren Stadtbezirks St. Pancras, der heute den größten Teil des Londoner Stadtbezirks Camden ausmacht. Aufgrund der Bedeutung des Bahnhofs King's Cross wird der Ortsname auch in benachbarten Teilen des Londoner Stadtbezirks Islington verwendet.
Die östliche Grenze der Gemeinde und des Bezirks St. Pancras ist zur Grenze des größeren modernen Bezirks geworden und wird lokal teilweise durch den Lauf des Flusses Fleet gebildet. Die südliche Grenze der Gemeinde und des Bezirks verlief entlang der Guilford Street und stellenweise etwas weiter südlich, wo sie auf der Nordseite von Long Yard und entlang der Roger Street dem Lauf eines heute verrohrten Nebenflusses des Fleet folgte, eines Nebenflusses, der historisch aufgestaut wurde, um den Lamb's Conduit zu bilden.

## In der Populärkultur

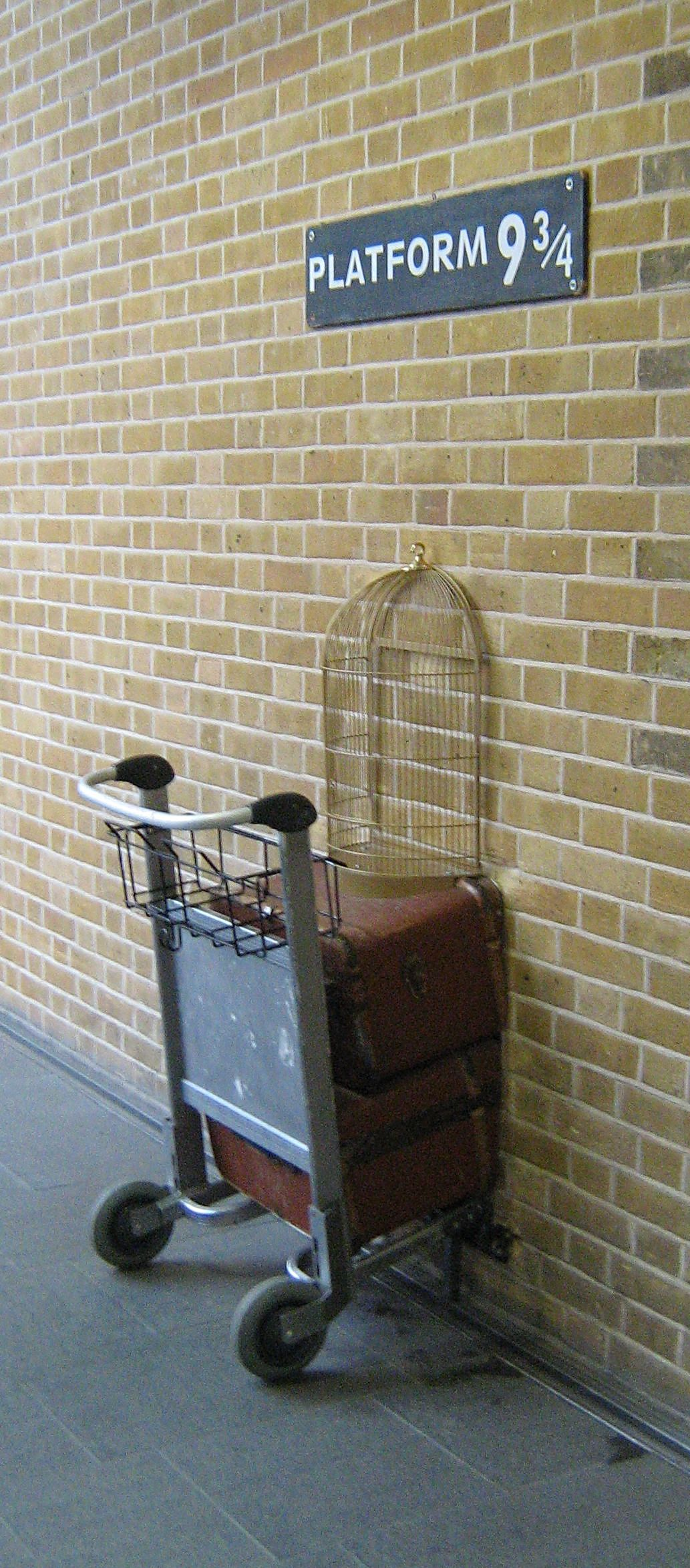
Gleis 9 3⁄4-Schild am Bahnhof King's Cross

In den Harry-Potter-Büchern ist King's Cross der Bahnhof, an dem die Protagonistin in den Zug nach Hogwarts einsteigt. Die Autorin Joanne K. Rowling gab jedoch später zu, ihn mit dem nahegelegenen Bahnhof Euston verwechselt zu haben. Der Bahnhof hat ein Schild für das fiktive „Gleis 9 3/4“ aufgestellt, wie in den Harry-Potter-Büchern beschrieben, und ein Teil eines Gepäckwagens wurde zur Hälfte in die Wand eingelassen. In den Filmadaptionen wurden die Gleise 4 und 5 verwendet, wobei die Außenaufnahmen im nahegelegenen Bahnhof St. Pancras und dem Hotel erfolgten.
King's Cross und die umliegenden Straßen waren Schauplatz der Ealing-Komödie „Ladykillers“ aus dem Jahr 1955, zweier britischer Filmdramen mit Max Bygraves – „A Cry from the Streets“ (1958) und „Spare the Rod“ (1961) – sowie von Mike Leighs „High Hopes“ (1988). Auch Anthony Minghellas Film „Breaking and Entering“ aus dem Jahr 2006 spielt in King's Cross.
Im Jahr 1972 diente der Stadtteil als Schauplatz für Kings Cross Lunch Hour, eines von vier Theaterstücken, die in verschiedenen Teilen Londons spielen und von John Mortimer für die BBC-Dramaserie Thirty-Minute Theatre geschrieben wurden.
„Vale Royal“, ein episches Gedicht in 700 Dreizeilern von Aidan Andrew Dun, befasst sich mit Geschichte und Zukunft des Stadtteils. Es wurde 1995 in der Albert Hall uraufgeführt. Ein Dreizeiler von Dun, ein Auszug aus seinem Gedicht „The Brill“, wurde verfasst, als die Flächen von Bulldozern frei geräumt wurden, und später am westlichen Ende des neu gebauten Granary Square 18 bis 21 Meter lang als Spruchband in den Boden eingelassen. Der Text lautet ins Deutsche übersetzt: „King's Cross, voller Engel und Geschichten. Städte liegen unter deinen Gehwegen, Städte hinter deinem Himmel. Lass mich sehen!“
Die irische Rockgruppe The Pogues wurde in King's Cross gegründet.
Das britische Popduo Pet Shop Boys nahm 1987 auf seinem Album Actually einen Song auf, de „King ’s Cross“ hieß. Der melancholische Track thematisiert die Hoffnungslosigkeit der AIDS-Epidemie zu dieser Zeit und nutzt die Gegend um King’s Cross als Hintergrund der Geschichte, wobei die Assoziationen der Gegend mit Drogenkonsum und Prostitution aufgegriffen werden. Tracey Thorn coverte den Song 2007. Auch der Songwriter David Gedge schrieb einen Song namens „King’s Cross“, als er unter dem Namen Cinerama produzierte.

## Schienenverkehr

### Bahnhof King’s Cross

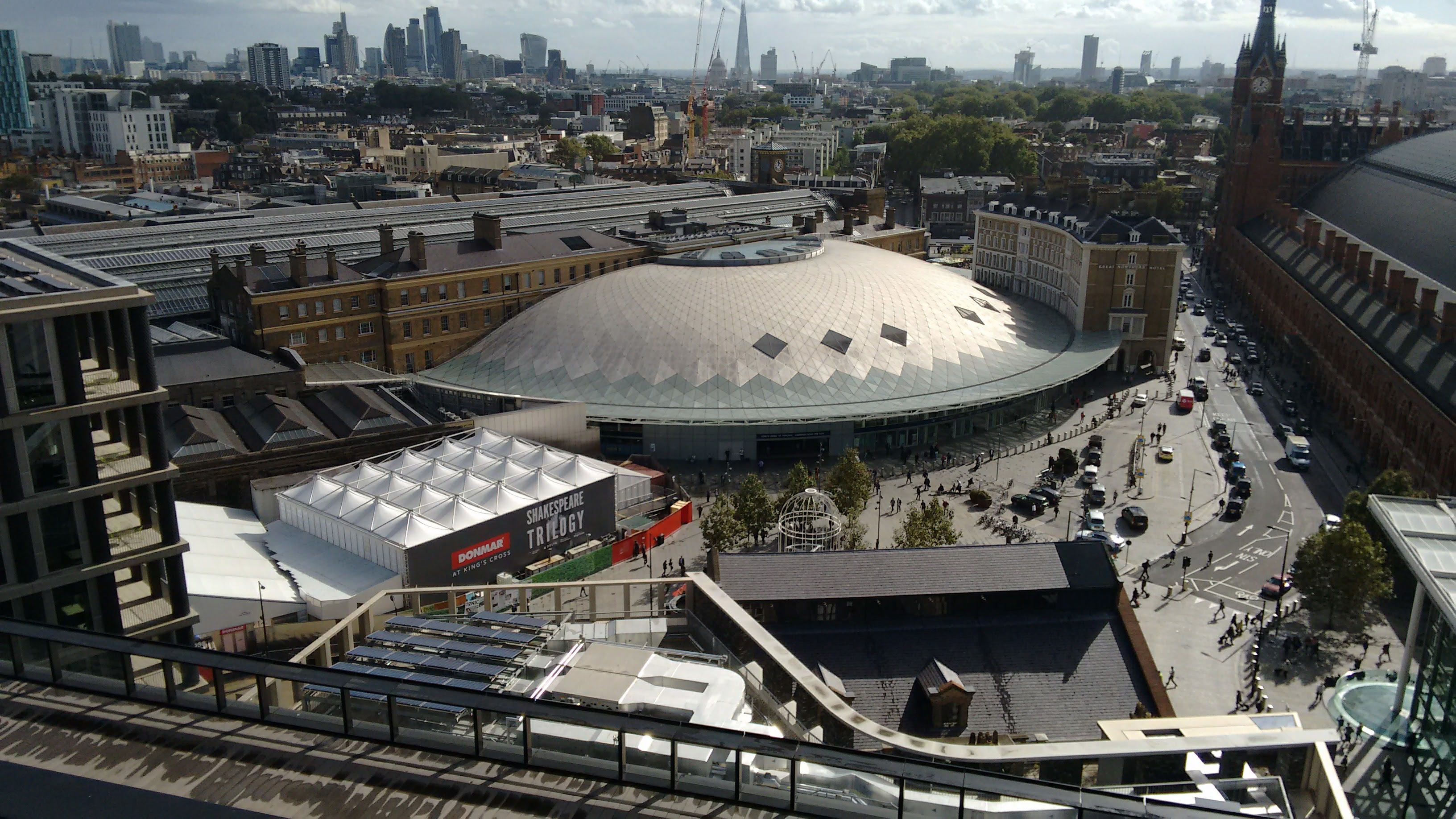
Luftaufnahme der Umgebung des Bahnhofs King's Cross

Der Bahnhof King’s Cross ist ein Kopfbahnhof und Umsteigepunkt der Londoner U-Bahn sowie ein zentraler Punkt im Stadtteil.
Pendlerzüge ab King’s Cross werden von Thameslink und Great Northern betrieben und bedienen Ziele im Norden Londons wie Finsbury Park, Harringay und Enfield Town. Weiter entfernte Ziele sind Welwyn Garden City, Stevenage, Peterborough, Cambridge und King’s Lynn. Fernzüge ab King’s Cross werden von der Grand Central Railway, der Lumo, von Hull Trains und der London North Eastern Railway betrieben. Die Züge bedienen Ziele in den East Midlands, Yorkshire, Nordostengland und Schottland, darunter Leeds, Newcastle upon Tyne und Edinburgh.
In der Fiktion ist der Bahnhof die Endstation des Hogwarts-Express, der Harry Potter nach Hogwarts bringt. In den Harry-Potter-Filmen sind die Außenaufnahmen des Bahnhofs jedoch die des benachbarten Bahnhofs St. Pancras. Einige Innenaufnahmen wurden im Bahnhof York gedreht.
Der Goods Yard-Komplex, Teil des King's Cross Central-Komplexes, war ein Güterbahnhof. Der Yard wurde 1852 von Lewis Cubitt entworfen. Der nahegelegene Granary Square ist nach dem Granary-Gebäude benannt. Züge transportierten Weizen aus Lincolnshire nach King's Cross, wo der Weizen anschließend im Granary-Gebäude für die Londoner Bäcker gelagert wurde.

### St. Pancras International
Der Bahnhof St. Pancras International liegt im Stadtteil.

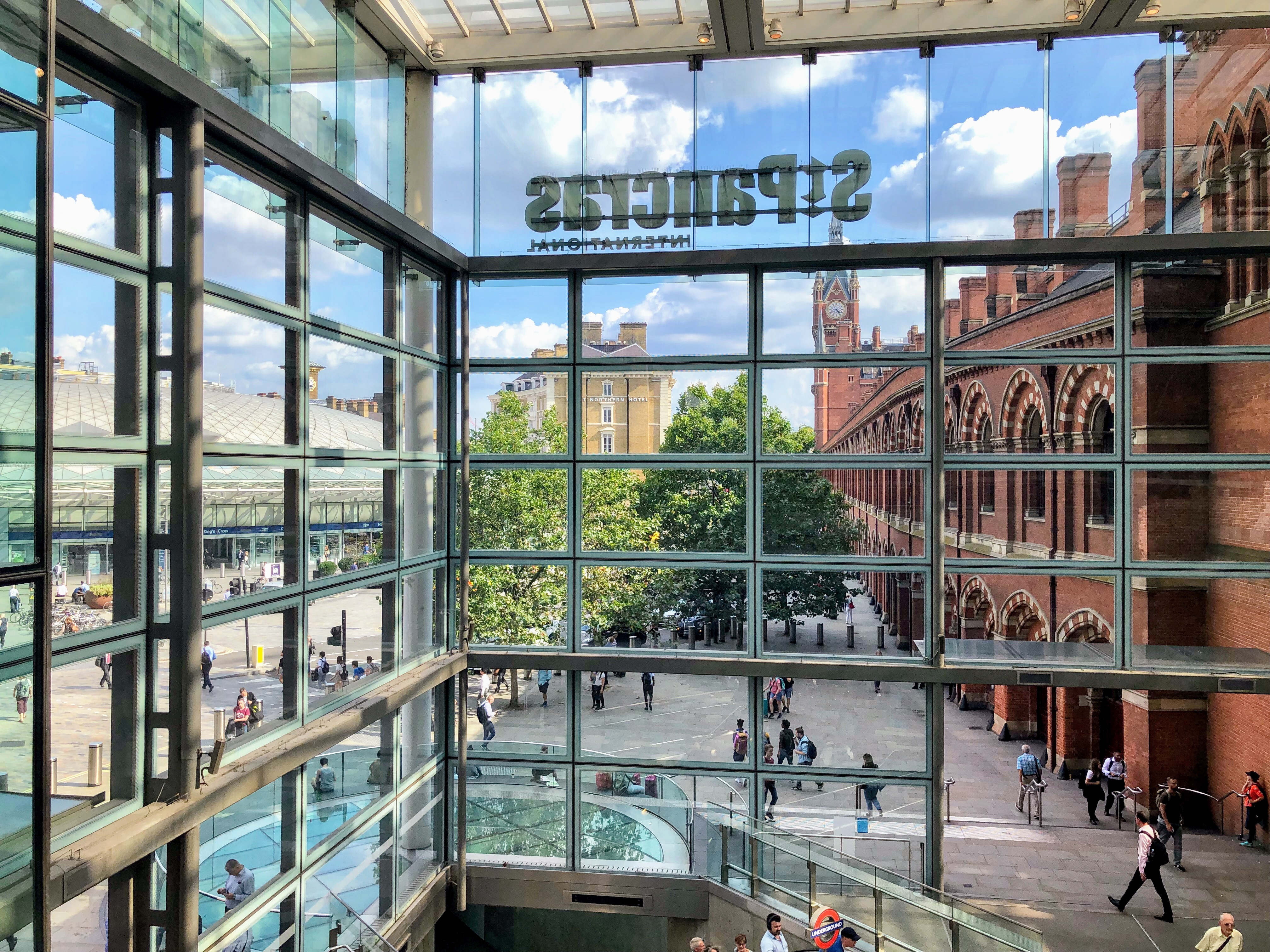
Bahnhof St. Pancras

St. Pancras ist der Londoner Endbahnhof des Eurostar. Internationale Ziele sind Amsterdam, Brüssel und Paris.
Der Bahnhof ist auch die Endstation der Southeastern High Speed-Züge aus Kent und vom Bahnhof Stratford International (wo sich der Olympiapark London befindet).
Weitere Fernverbindungen der National Rail werden von der East Midlands Railway zu Städten wie Leicester und Sheffield betrieben.
Thameslink betreibt Regionalzüge durch London, Südostengland und East Anglia. Die Züge bedienen wichtige britische Ziele wie Bedford, Brighton, Cambridge und Luton. Darüber hinaus bedienen sie mehrere wichtige Londoner Ziele wie Farringdon, Finsbury Park und den Bahnhof London Bridge. Diese Strecken bieten dem Raum King's Cross direkte Verbindungen zu den Flughäfen Gatwick und Luton.

### Bahnhof Euston
Der Bahnhof Euston liegt etwa 800 m westlich von King's Cross. Von dort aus fahren Züge der National Rail in die West Midlands, nach Nordwales, Nordwestengland und Schottland. Zu den Zielen zählen Birmingham, Liverpool, Manchester, Holyhead und Glasgow.
Die Züge der London Overground verkehren zwischen Euston und dem Bahnhof Watford Junction über Willesden Junction, Wembley Central und Harrow & Wealdstone.

### Gesunder Fußweg zwischen den drei Bahnhöfen
Die Unternehmenspartnerschaft „Urban Partners“ hat einen „Wellbeing Walk“ zwischen den drei Bahnhöfen Euston, St. Pancras und King`s Cross entwickelt. Die Route umgeht die Euston Road, und die Gruppe gibt an, dass ihre Route die Belastung der Fußgänger durch Luftverschmutzung im Vergleich zur Euston Road-Route um 50 % reduziert.

### Londoner U-Bahn

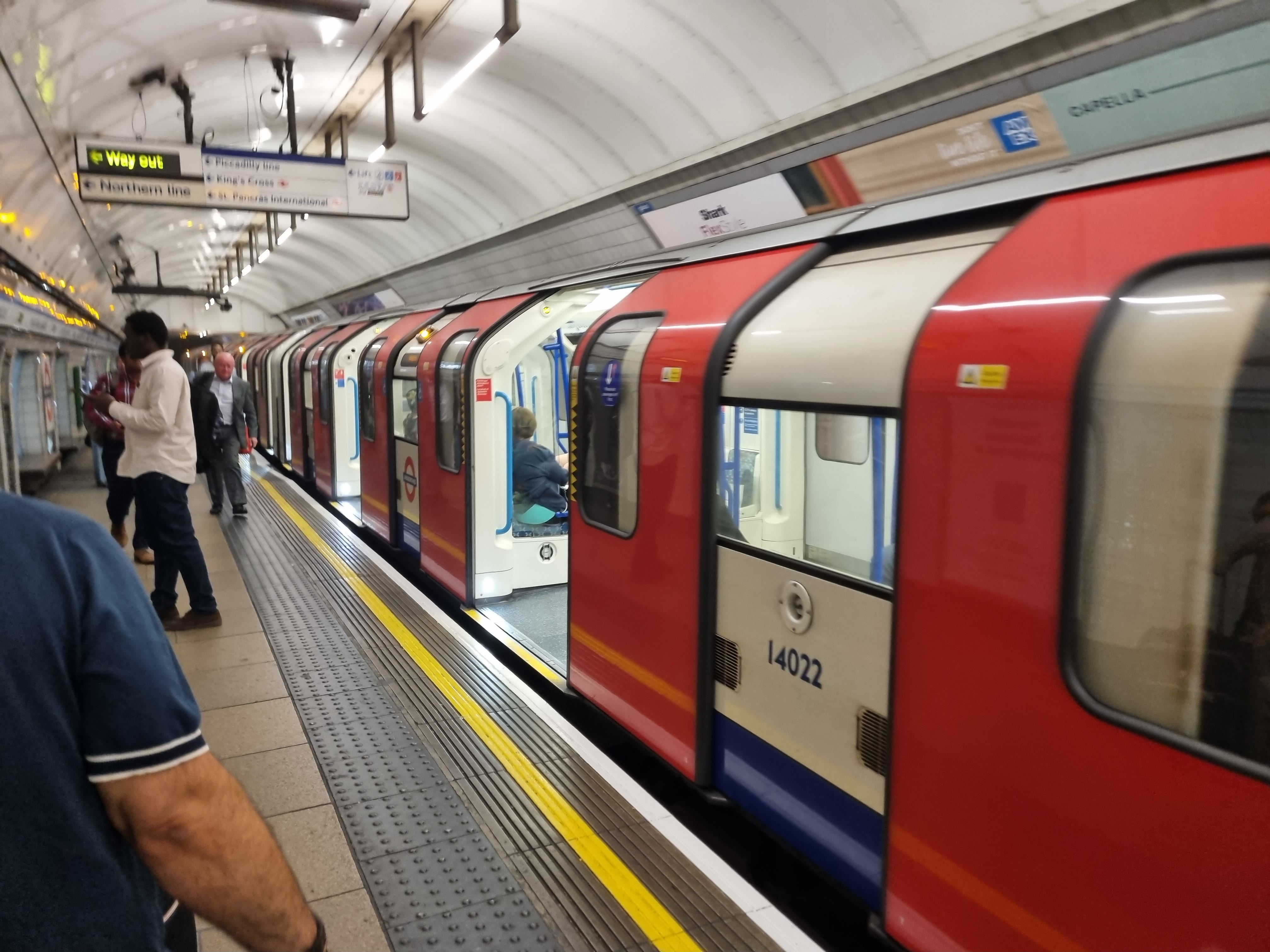
Zug der Victoria Line in der U-Bahn-Station „King’s Cross St. Pancras“

Die U-Bahn-Station King’s Cross St. Pancras liegt an mehreren Linien der Londoner U-Bahn:
- Circle Line, Hammersmith & City Line und Metropolitan Line
- Northern Line (Bank-Strecke)
- Piccadilly Line
- Victoria Line

Die Piccadilly-Linie verbindet King's Cross direkt mit dem Flughafen Heathrow Flughafenumsteige und dem West End, während die Linien Circle, Hammersmith & City, Metropolitan und Northern den Stadtteil mit der City verbinden.
Nicht weit entfernt befindet sich die U-Bahn-Station Euston, die sowohl von der Northern Line als auch von der Victoria Line bedient wird.
Beide Stationen liegen in der Londoner Tarifzone 1.

## Nicht-Schienenverkehr

### Busse und Reisebusse
Da sich in der unmittelbaren Umgebung drei Bahnhöfe und zwei U-Bahn-Stationen befinden, wird ein Großteil des Gebiets als Verkehrsknotenpunkt genutzt.
Die Londoner Buslinien 17, 30, 46, 63, 73, 91, 205, 214, 259, 390 und 476 bedienen tagsüber den Stadtteil.
Der National Express-Bus A8 verbindet den Stadtteil mit dem Flughafen Stansted, während der Green Line-Bus 748 den Stadtteil mit Hemel Hempstead in Hertfordshire verbindet.

### Radfahren

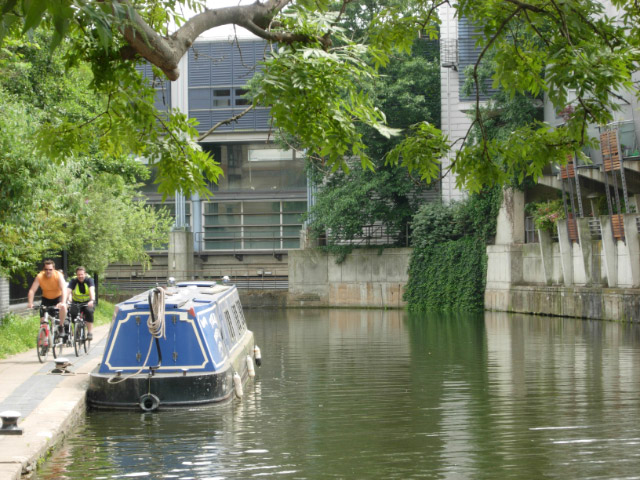
Der Regent’s Canal zwischen King’s Cross und Camden Town

Mehrere Radwege führen durch King's Cross. Die Radinfrastruktur wird vom Stadtbezirk Camden und von Transport for London (TfL) betrieben.
Der Radweg 6 verläuft in Nord-Süd-Richtung entlang der Midland Road (zwischen dem Bahnhof St. Pancras und der British Library) und der Judd Street. In nördlicher Richtung verläuft der Radweg 6 östlich von Camden Town nach Kentish Town. In südlicher Richtung verbindet die Route King's Cross mit Farringdon, der City und Elephant & Castle.
Der Leinpfad am Regent’s Canal verläuft von King's Cross westwärts nach Camden Lock, Regent’s Park und Maida Vale. Wegen des Islington-Tunnels müssen Radfahrer in östlicher Richtung den Kanal durch Angel umfahren. Der Weg führt jedoch westlich von Angel weiter nach Hoxton, Victoria Park, Mile End und Limehouse.
Eine Fahrradinfrastruktur gibt es auch entlang des Mabledon Place (Richtung Bloomsbury), des York Way (Richtung Barnsbury und Kentish Town), der Pentonville Road (Richtung Farringdon), des Goods Way (zwischen St Pancras International und York Way) und der Argyle Street (zwischen Gray’s Inn Road und Euston Road).
Im gesamten Stadtteil gibt es Fahrradparkplätze, außerdem mehrere Fahrradverleihsysteme, darunter Santander Cycles.

### Straße

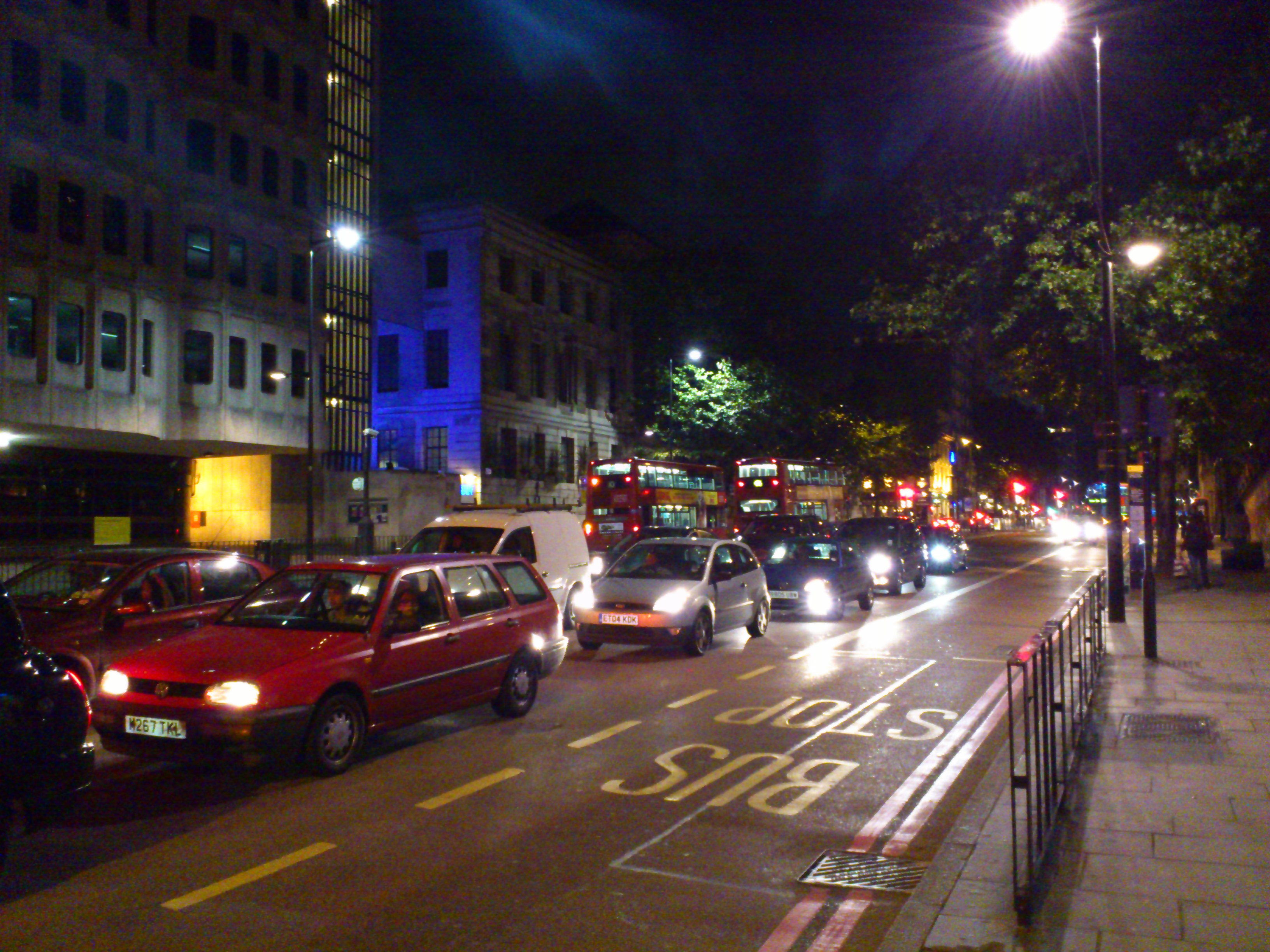
Verkehr auf der Euston Road (2011)

Der Stadtteil ist ein Verkehrsknotenpunkt, in dem mehrere Fernstraßen zusammenlaufen:
- King's Cross Road (A201) | Richtung Süden: Farringdon, City of London, Elephant & Castle
- Euston Road / Pentonville Road (A501) | Richtung Westen: London Inner Ring Road (W), Euston Road, Marylebone | Richtung Osten: Ring Road, Angel (London), A1
- York Way / Gray’s Inn Road (A5200) | Richtung Norden: Barnsbury, Archway | Richtung Süden: Bloomsbury, Holborn
- Pancras Road (A5202) | Richtung Norden: Camden Town, Kentish Town
- Caledonian Road (A5203) | Richtung Norden: Islington, Holloway
- Crowndale Road (B512) | Richtung Westen: Camden Town

### Camden Highline
Für einen neuen Park auf der ehemaligen Bahntrasse zwischen Camden Town und Kings Cross wurde im Januar 2023 die Baurecht erteilt.

## Attraktionen im Stadtteil
- Platform 9 3/4
- Camden Town Hall
- British Library
- Camley Street Natural Park
- London Canal Museum
- German Gymnasium, historische Turnhalle, seit 2015 deutsches Restaurant
- Granary Square, fußgängergerecht gestalteter Platz, der für Veranstaltungen genutzt wird
- House of Illustration[51]
- St Pancras Old Church
- King's Place
- Charles-Dickens-Museum
- The Foundling Museum
- Guildhall Art Gallery
- Gagosian Gallery
- British Postal Museum and Archive
- Gasholder No. 8[52]
- Royal Mail Mount Pleasant Sorting Office
- Coal Drops Yard (Einkaufszentrum)